# Eugen Coșeriu
Eugen Coşeriu, né le 27 juillet 1921 à Mihaileni, Roumanie (actuellement en Moldavie) et mort le 7 septembre 2002 à Tübingen (Allemagne), est un linguiste spécialiste de philologie romane, l'un des principaux philologues du XXe siècle.

## Biographie
Il entame ses études à Iaşi puis s'installe en Italie en 1940, obtenant le titre de docteur en philosophie et en philologie, passant par Rome (1940-1944), Padoue (1944-1945) et Milan (1945-1949).
En 1951 il s'installe à Montevideo où il enseigne la linguistique à l'université de la République jusqu'en 1958. Y déployant une intense activité intellectuelle, il publie pendant cette période, en espagnol, quelques-unes de ses principales œuvres, dont Sincronía, diacronía e historia (1958), un classique de la linguistique contemporaine, et Teoría del lenguaje y lingüística general (1962), regroupant des articles parmi lesquels Sistema, norma y habla, qui introduit des nuances à la dichotomie langue/langage de Saussure.
En 1963 il obtient la chaire de linguistique romane de l'université Eberhard Karl de Tübingen, dont il est nommé professeur émérite en 1991. En 1981, à l'occasion de son 60e anniversaire, cinq volumes intitulés Logos semantikos : studia linguistica in honorem Eugenio Coseriu: 1921-1981 sont publiés en son hommage  chez Gredos, éditeur qui a joué un rôle essentiel dans la diffusion de ses travaux.
Docteur honoris causa de plusieurs dizaines d'universités à travers le monde, il reçoit en 2001 la grand-croix de l'ordre d'Alphonse X le Sage. Il fut également membre honoraire de l'Académie roumaine et président de la Société de linguistique romane entre 1980 et 1983.

## Leçons de linguistique générale
Dans cette œuvre, publiée à l'origine en espagnol sous le titre Lecciones de lingüística general (Gredos, 2001), Coşeriu définit le langage comme une activité humaine universelle, étant donné qu'il se réalise de façon individuelle et selon des techniques historiquement déterminées (les langues).
Il établit trois niveaux (niveau universel, historique et individuel), relativement autonomes, ainsi que trois points de vue du langage (savoir, activité et produit).
Il décrit trois niveaux de fonctionnalité ou de contenu linguistique pour chacun des niveaux et définit trois branches correspondantes de la grammaire.

## Œuvres
- Sincronía, diacronía e historia (Madrid, Gredos, 1958).
- Teoría del lenguaje y lingüística general (Madrid, Gredos, 1962).
- Tradición y novedad en la ciencia del lenguaje, (Madrid, Gredos, 1977).
- Principios de semántica estructural (Madrid, Gredos, 1977).
- El hombre y su lenguaje. Estudios de teoría y metodología lingüística (Madrid, Gredos, 1977).
- Gramática, semántica, universales, Madrid, Gredos, 1978).
- Lecciones de lingüística general (Madrid, Gredos, 1981).
- Introducción a la lingüística (Madrid, Gredos, 1986).
- Competencia lingüística (Madrid, Gredos, 1992).
- « La semántica estructural en España », in Analecta Malacitana, XXI/2, p. 455–482.
- Lenguaje y discurso (Eunsa, 2006. Póstumo: colección de teorías del lingüista sacadas de sus manuscritos).